# Rouillac (Côtes-d’Armor)
Rouillac (bretonisch: Rioleg; Gallo: Rólhac) ist eine französische Gemeinde mit 402 Einwohnern (Stand 1. Januar 2022) im Département Côtes-d’Armor in der Region Bretagne. Sie gehört zum Arrondissement Saint-Brieuc und zum Kanton Broons. Die Bewohner nennen sich Rouillacais(es).

## Geografie
Rouillac liegt etwa 55 Kilometer westnordwestlich von Rennes und 37 Kilometer südöstlich von Saint-Brieuc im Südosten des Départements Côtes-d’Armor.

## Geschichte
Funde aus der Jungsteinzeit belegen eine frühe Besiedlung des Orts. Im Mittelalter entstand beim heutigen Wald von Bougueneuf eine Motte. Die Gemeinde gehörte von 1793 bis 1801 zum District Broons. Zudem ist sie seit 1793 Teil des Kantons Broons. Seit 1801 ist Rouillac verwaltungstechnisch Teil des Arrondissements Dinan. Erste namentliche Erwähnung von Rouillac unter dem heutigen Namen um 1472/1475.

## Bevölkerungsentwicklung
| Rouillac: Einwohnerzahlen von 1793 bis 2016                                                                                | Rouillac: Einwohnerzahlen von 1793 bis 2016 | Rouillac: Einwohnerzahlen von 1793 bis 2016 | Rouillac: Einwohnerzahlen von 1793 bis 2016 | Rouillac: Einwohnerzahlen von 1793 bis 2016 |
| --- | ------------------------------------------- | ------------------------------------------- | ------------------------------------------- | ------------------------------------------- |
| Jahr |                                             |                                             |                                             | Einwohner                                   |
| 1793 | 1793                                        |                                             | 942                                         | 942                                         |
| 1800 | 1800                                        |                                             | 672                                         | 672                                         |
| 1806 | 1806                                        |                                             | 765                                         | 765                                         |
| 1821 | 1821                                        |                                             | 758                                         | 758                                         |
| 1831 | 1831                                        |                                             | 844                                         | 844                                         |
| 1836 | 1836                                        |                                             | 869                                         | 869                                         |
| 1841 | 1841                                        |                                             | 846                                         | 846                                         |
| 1846 | 1846                                        |                                             | 916                                         | 916                                         |
| 1851 | 1851                                        |                                             | 921                                         | 921                                         |
| 1856 | 1856                                        |                                             | 855                                         | 855                                         |
| 1861 | 1861                                        |                                             | 932                                         | 932                                         |
| 1866 | 1866                                        |                                             | 952                                         | 952                                         |
| 1872 | 1872                                        |                                             | 963                                         | 963                                         |
| 1876 | 1876                                        |                                             | 969                                         | 969                                         |
| 1881 | 1881                                        |                                             | 978                                         | 978                                         |
| 1886 | 1886                                        |                                             | 997                                         | 997                                         |
| 1891 | 1891                                        |                                             | 1.008                                       | 1.008                                       |
| 1896 | 1896                                        |                                             | 1.048                                       | 1.048                                       |
| 1901 | 1901                                        |                                             | 1.022                                       | 1.022                                       |
| 1906 | 1906                                        |                                             | 1.022                                       | 1.022                                       |
| 1911 | 1911                                        |                                             | 1.006                                       | 1.006                                       |
| 1921 | 1921                                        |                                             | 914                                         | 914                                         |
| 1926 | 1926                                        |                                             | 826                                         | 826                                         |
| 1931 | 1931                                        |                                             | 798                                         | 798                                         |
| 1936 | 1936                                        |                                             | 797                                         | 797                                         |
| 1946 | 1946                                        |                                             | 715                                         | 715                                         |
| 1954 | 1954                                        |                                             | 648                                         | 648                                         |
| 1962 | 1962                                        |                                             | 607                                         | 607                                         |
| 1968 | 1968                                        |                                             | 579                                         | 579                                         |
| 1975 | 1975                                        |                                             | 518                                         | 518                                         |
| 1982 | 1982                                        |                                             | 479                                         | 479                                         |
| 1990 | 1990                                        |                                             | 424                                         | 424                                         |
| 1999 | 1999                                        |                                             | 366                                         | 366                                         |
| 2006 | 2006                                        |                                             | 356                                         | 356                                         |
| 2011 | 2011                                        |                                             | 372                                         | 372                                         |
| 2016 | 2016                                        |                                             | 396                                         | 396                                         |
| Quelle(n): EHESS/Cassini bis 1999, INSEE ab 2006 Anmerkung(en): Ab 1962 offizielle Zahlen ohne Einwohner mit Zweitwohnsitz |                                             |                                             |                                             |                                             |

Die zunehmende Mechanisierung der Landwirtschaft und die hohe Anzahl Gefallener des Ersten Weltkriegs führten zu einem Absinken der Einwohnerzahlen bis auf die Tiefststände in neuerer Zeit.

## Sehenswürdigkeiten

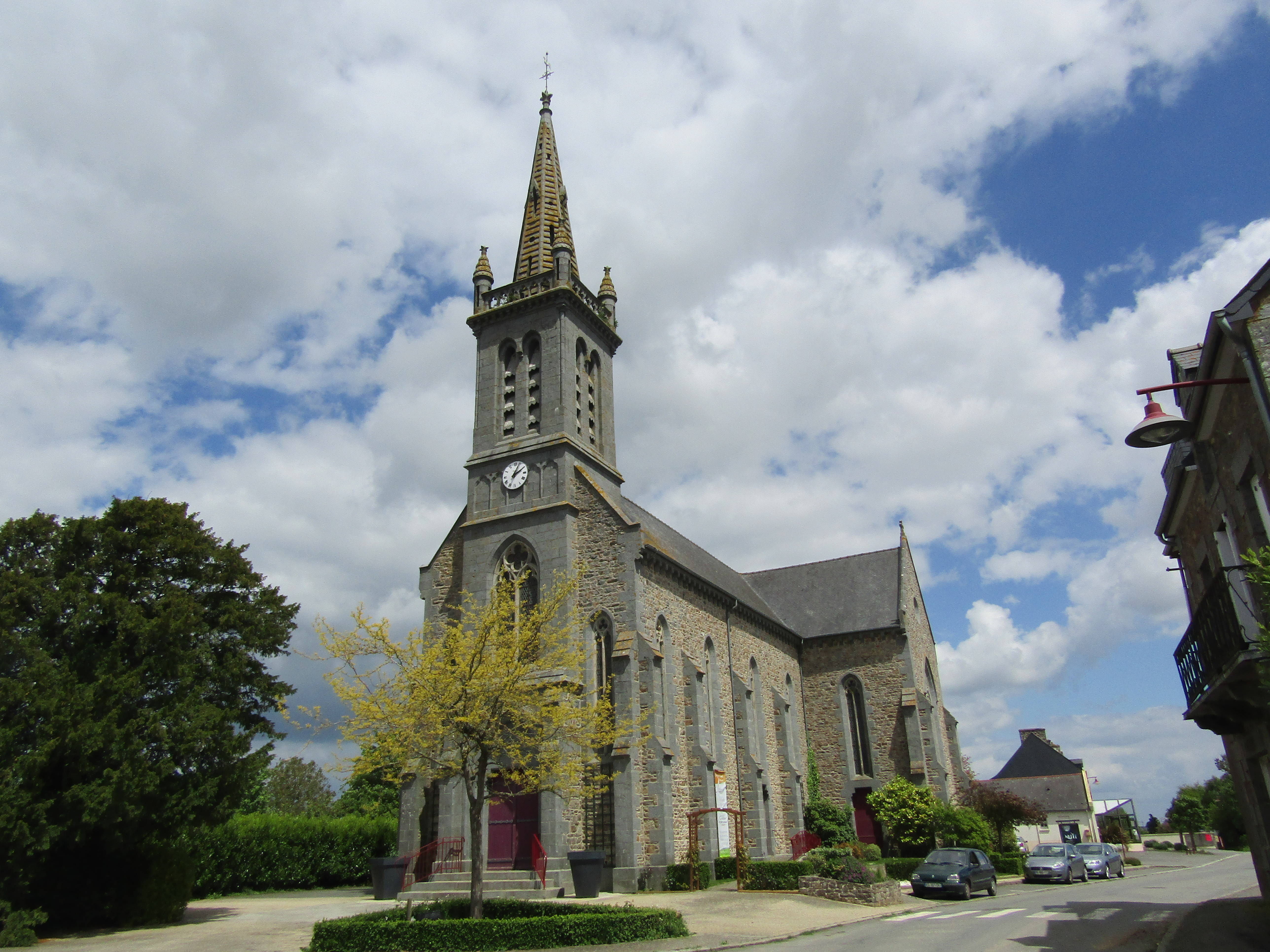
Kirche Saint-Sébastien

- Dorfkirche Saint-Sébastien aus dem Jahr 1879 (geringe Teile sind allerdings schon aus dem 12. Jahrhundert)
- Wegkreuz von Le Tertre aus dem 15./17. Jahrhundert
- Herrenhaus Manoir du Margaro aus dem 16. Jahrhundert
- Pfarrhaus aus dem Jahr 1807
- Haus Maison de La Gomberdière aus dem 17. Jahrhundert
- Eiche von Le Margaro aus dem 16. Jahrhundert
- Denkmal für die Gefallenen[3]

Quelle: